# 格尔德·策韦
格尔德·策韦（德語：Gerd Zewe，1950年6月13日—），德国前男子足球运动员，场上位置是中场。他曾代表西德国家队参加1978年国际足联世界杯，结果队伍止步第二轮。